# Melanie Wagner
Melanie Wagner (* 26. Januar 1974 in Stade als Melanie Schliecker) ist eine ehemalige deutsche Handballspielerin, die während ihrer Karriere für die deutsche Nationalmannschaft auflief.

## Vereinskarriere
Melanie Schliecker begann im Alter von sechs Jahren das Handballspielen beim VfL Horneburg. Mit der A-Jugend des VfL Horneburg wurde sie deutsche Vizemeisterin. Im Jahre 1993 wechselte die Außenspielerin zum deutschen Bundesligisten Buxtehuder SV. In ihrer ersten Spielzeit beim BSV, in der sie hinter der damaligen Nationalspielerin Katja Dürkop nur wenige Spielanteile erhielt, gewann sie den Euro-City-Cup. Als sie später auf der Kreisläuferposition eingesetzt wurde, gelang ihr der Durchbruch beim Buxtehuder SV. Bis 2006 lief sie für Buxtehude auf. In diesem Zeitraum erzielte sie 907 Treffer in 291 Bundesligaspielen.
Schliecker schloss sich anschließend dem Regionalligisten SG Handball Rosengarten an. Mit Rosengarten stieg sie 2008 in die 2. Bundesliga auf. Zwei Jahre später folgte der Aufstieg in die Bundesliga. Im April 2011 beendete sie ihre Karriere. Am vierten Spieltag der Zweitligasaison 2011/12 wurde sie jedoch reaktiviert. Die Saison 2012/13 war ihre letzte Spielzeit in Rosengarten. Im Oktober 2015 gab sie beim Oberligisten VfL Stade ihr Comeback gegen die zweite Mannschaft des TV Oyten. Mit Stade stieg sie 2017 in die 3. Liga auf. Nachdem Stade ein Jahr später wieder abgestiegen war, verließ sie den VfL.

## Nationalmannschaft
Schliecker bestritt 114 Länderspiele für die deutsche Nationalmannschaft, in denen sie 220 Tore erzielte. Mit Deutschland nahm sie an den Europameisterschaften 1996, 1998 und 2000, an der Weltmeisterschaft 2003 sowie an den Olympischen Spielen 1996 teil.

## Privates
Sie unterrichtet an einer Förderschule in Bergen Kinder mit körperlichen und motorischen Nachteilen und Lernschwächen in den Fächern Mathematik, Deutsch, Sport und Kunst. Ihre Lebenspartnerin Silke Christiansen spielte ebenfalls Handball.